# Sphecodes montanus
Sphecodes montanus är en biart som beskrevs av Smith 1879. Sphecodes montanus ingår i släktet blodbin, och familjen vägbin. Inga underarter finns listade i Catalogue of Life.